# Turdus Solitarius
Turdus Solitarius, (latin för ”solitär trast”), var en liten och ljussvag stjärnbild på ekliptikan i gränsområdet mellan Vågen och Vattenormen.
Den föreslogs av den franske astronomen Pierre Charles Le Monnier 1776. Det är osäkert vilken fågel den ”ensamlevande trasten” åsyftade. Den bild av konstellationen som Le Monnier presenterade påminner om blåtrast, Monticola solitarius, som tillhör familjen flugsnappare, men som på den tiden sorterade under  trastfåglarna.  Enligt andra källor ska Le Monnier ha syftat på solitärfågeln, Didus solitarius, som dog ut på 1760-talet.
Stjärnbilden ersattes 1822 av Ugglan i den brittiske amatörastronomen Alexander Jamiesons A Celestial Atlas. Jamieson menade att ugglan bättre borde ha en plats på stjärnhimlen. Ugglan förekom också i 1848 års upplaga av Elijah H. Burritts Atlas, som var bilaga till Burrits verk The Geography of the Heavens. Turdus solitarius återkom inte på stjärnhimlen, utan försvann precis som solitärfågeln.

## Stjärnor
Konstellationens stjärnor återfinns på den moderna stjärnhimlen i stjärnbilderna Vågen, Vattenormen och Jungfrun. Stjärnbilden innehöll flera någorlunda ljusstarka stjärnor.
- Brachium – Sigma Librae är en röd jättestjärna av magnitud 3,21. Den var stjärnbildens ljusstarkaste stjärna.[5]
- Pi Hydrae är en orange stjärna på väg att utvecklas till jättestjärna. Dess magnitud är 3,28.[6]